# Графика
Графика је визуелно приказивање нечега на некој површини као што је зид (платно, монитор, папир или камен) у циљу информисања, илустрације или забаве. Примери су фотографије, цртежи, скице, графови, дијаграми, симболи, геометријски облици, карте, инжињерски цртежи и остале врсте слика које нису текст. 
Графика може бити функционална и уметничка. Графика може бити непостојећа или може представљати нешто из стварног света.

## Историја графике
Први графички радови су се јавили у Кини у 6. веку. Употребљена техника била је техника дрвореза уз помоћ којег су се тискали религиозни амулети. Прва сачувана књига која се штампала у дрворезу је из године 868. У 13. веку су се дрвене матрице употребљавали за штампање на платну. Поступом времена је техника дрвореза затим и ксилографије (или дрвописа) престала одговарати уметницима који су тражили нове могућности и материјале који би могли да пренесу тачније радове. Одатле потиче проналазак графичке технике штампе из дубине са челичним или бакарним плочама које су одговарале овим захтевима.

### Потпис
Целу графику било би могућа поделити на уметником потписану и непотписану графику.
Потпис је требало да буде нека врста гаранције веродостојности. Навика за потписивање се уважавала тек у другој половини 19. века. Листови су били потписивани по правилу оловком. У модерној графици листови су на изнимку сигнирани.
Најстарије графике су биле по правилу анонимне. Око 16. века се почео употребљавати за графику ауторски монограм иако то није морао да буде монограм у данашњем смислу речи састављен од почетних слова имена и презимена уметника већ је то био понекад хералдички знак или симбол имена у облику слике или сл. Већина листова је након тога сигнирано оловком. Уколико савремена графика има монограм а није сигнирана, лист се означава као "сигнирано у штампи", "сигнирано на камену" или "сигнирано на плочи".

## Шта није графика
У оригиналну уметничку графику не спада плакат, разгледнице, илустрације у књигама и сл.
У неким случајевима је врло тешко разликовати шта је уметничка графика а шта је репродукција. У већини случајева се може помоћи са претраживањем помоћу повећала које ће после повећања показати растер (мрежасту подлогу). Такође се могу употребити и упоређивања дела са листовима у депозитару галерије.

## Подела графике
Графика се може поделити с обзиром на различита гледишта. Подела графике у многе групе у којима се поједине категорије у већини случајева прекривају. За основну поделу се може узети подела на графику:

### Слободна графика
Слободна графика (такође графика уметничка) је графика која је у целости душевна својина свога творца. Уметник ствара дело које је лична творевина према властитој представи, његов је мотив, садржај и извођење. Дела су најближа сликама. У слободну графику спадају највреднија дела од графика јер настају без спољашњих утицаја. 
Уметничка графика или графичке технике и технологије поседује далеко већу историјску традицију, чија је карактеристика репродукција одређеног тиража, са потписом аутора, зависно од потреба али и способности и креативности самога уметника (графичара). 
Репродукције се добијају наношењем графичке тинте на припремљену графичку подлогу (матрицу), која се процесом ручног или механичког отискивања преноси на површину, обично квалитетног папира ручне или индустријске израде. Могуће је и отискивање на различита платна и пластику.

### Примењена графика
Ту се ради о графици која има практични значај. Ту спадају новогодишње честитке, екс либриси, позивнице, свадбена обавештења, али и плакат, омоти књига, и сл. Како сви ови материјали постоје не само као графичка дела ту треба разликовати између ових дела оне које су настале графичким техникама и техникама из штампарија.

### Репродукциона графика
Је графика према туђем предлошку. У старијој литератури може се наћи и сусрести са тврдњама да ова врста графике није вредна пажње. Овај поглед већ није заступљиван нарочито од времена које је било пре проналаска фотографије када се за популаризацију и развој у уметности користила репродуктивна графика. Најбољи сликари су увек ценили оне "занатлије" којима су поверавали своје дела ка раширивању у графичким преписивањима.
Штампарску графику, где спадају илустрације из новина, ревија и књига, или репродукције оригиналних уметничких дела чији је циљ комерцијална дистрибуција, као и индустријска графика (графичка опрема и изглед индустријских производа).
Офсет штампа је широко коришћена штампарска техника у којој се слика у мастилу преноси (или „офсетује“) прво на гумени прекривач а потом на штампајућу површину. Када се користи у комбинацији са литографским процесом, који се базира на одбијању воде и уља, офсет техника укључује раван (планографски) носилац слике на којем слика која треба да се штампа добија мастило са ваљака за мастило, док нештампајућа област привлачи филм воде, чиме нештампајуће области остају без мастила.

### Декоративна графика
Овај зауживани назив је у ствари неправилан. Данас би могли ово да зовемо илустрације. Ту се у ствари ради о неким делима које спроводе текстове неких књижевних дела. Ту спадају нпр. графика цвећа, птица, панораме градова (ведуте), делови живота на селу и др.

## Графичке технике
Графичке технике се деле у три групе:
- Висока штампа (графика)
- Дубока штампа (графика)
- Равна штампа (графика)

Даље постоје графичке технике које су мимо ових група а у савременој графици се употребљавају технике које су комбинација ових поступака као и технике које су експерименти као што су штампа из пластичних фолија, штампа из колажа и сл.

## Примери графике
- Слика
- Леонардо да Винчи Цртеж
- Албрехт Дирер Цртеж
- Јапански Дрворез